# Kyknos (Sohn des Apollon)

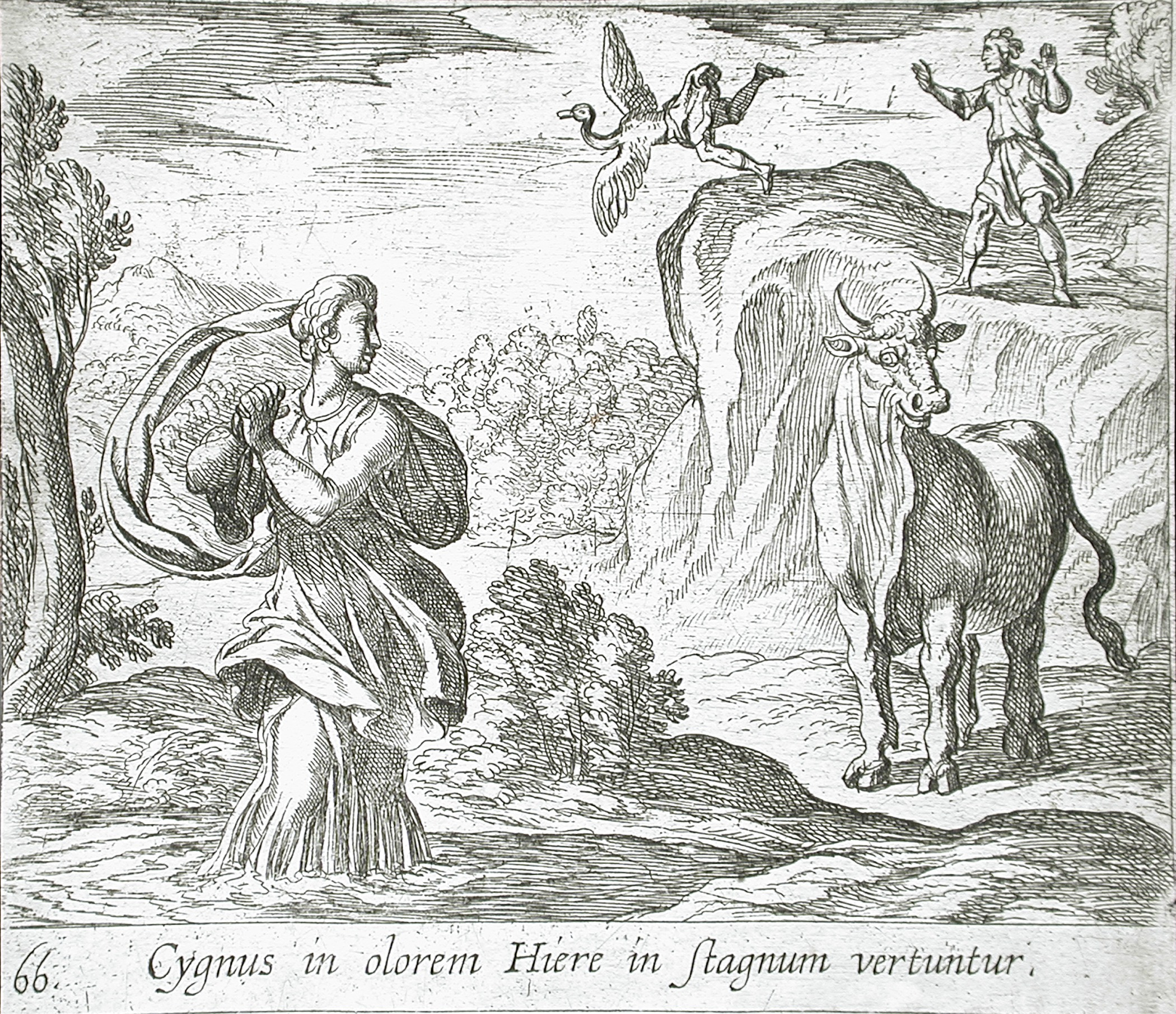
"Cycnus and Hyrie" von Wilhelm Janson und Antonio Tempesta

Kyknos (altgriechisch Κύκνος Kýknos, deutsch ‚Schwan‘) ist in der griechischen Mythologie der Sohn des Gottes Apollon und der Thyria oder der Hyrie. 
Kyknos lebte zwischen Pleuron und Kalydon. Er war hochmütig und wies alle seine Liebhaber zurück. Phylios versuchte aber dennoch seine Gunst zu erringen, indem er die von Kyknos gestellten Aufgaben erfüllen wollte. Zuerst verlangte Kyknos, er solle einen umherstreifenden Löwen, der die Bewohner Aitoliens anfiel, mit bloßen Händen töten. Phillios gab dem Löwen Futter und stellte Wein dazu. Den betrunkenen Löwen tötete Phillios und brachte ihn zu Kyknos.
Als zweites sollte Phillios riesenhafte Geier lebendig fangen. Er fand einen halbtoten Hasen, den ein Adler im Flug verloren hatte, und beschmierte sich mit dessen Blut. Die Geier hielten ihn daraufhin für einen Kadaver und stürzten sich auf ihn. Er konnte zwei davon an den Beinen packen und zu Kyknos bringen.
Schließlich sollte er mit bloßen Händen einen Stier von seiner Herde trennen und zu einem Altar des Zeus bringen. Phillios, der nicht wusste, wie er das bewerkstelligen sollte, rief den Herakles um Hilfe an. Daraufhin erschienen vor ihm zwei brünftige Stiere, die miteinander kämpften, bis sie erschöpft auf dem Boden lagen. Phillios fing einen davon und brachte ihn zum Altar des Zeus. Herakles verlangte dort von ihm, er solle auf die Forderungen des Kyknos nicht mehr eingehen.
Nach Antoninus Liberalis stürzte sich der dadurch unverhofft in Ungnade gefallene Kyknos in den See Konope. Seine Mutter Thyrie stürzte sich hinterher und Apollon verwandelte beide in Schwäne. Der See wird seitdem nach Kyknos benannt.
Nach Ovid ärgert Phillios sich über die Zurückweisungen und weigert sich Kyknos den Stier zu bringen. Dieser stürzt sich daraufhin von einer Klippe, wird aber im Sturz in einen Schwan verwandelt und fliegt davon. Seine Mutter Hyrie hat die Rettung nicht mitbekommen und zerfließt zu Tränen. Aus ihr wird dadurch der See Hyrie.